# 懷特羅克 (密歇根州)
懷特羅克（英語：White Rock）是位於美國密歇根州休倫縣謝爾曼鎮區的一個非建制地區。

## 地理
懷特羅克所處的海拔為高於海平面220米（即722英呎），而該地所採用的時區為UTC-5，即北美东部時區（EST）。同時該地設有夏令時間，為UTC-5調快一小時，即UTC-4（EDT）。